# Minol
Minol est une marque allemande de produits à base d'huile minérale depuis 1949. Le nom se compose des deux syllabes initiales d'huile minérale et d'oléum (latin pour huile).

## Histoire
À la suite de la dissolution d'IG Farben après 1945, l'activité des stations-service est poursuivie en Allemagne de l'Ouest sous la marque Gasolin. Un nouveau réseau de distribution est nécessaire pour vendre les produits fabriqués par les usines de Leuna dans la zone d'occupation soviétique en Allemagne. Les sociétés fondatrices de cette société sont le Centre allemand des carburants et des huiles minérales (DKMZ), fondé le 1er janvier 1949, qui est transformé en Centre commercial allemand (DHZ), et la société germano-russe Naphta-AG (DERUNAPHT, fondée en 1927, nouvellement fondée en 1946), dont est issue la VEB Kraftstoff-Vertrieb. Le 1er janvier 1956, toutes deux fondent le VEB Kombinat Minol avec sa marque du même nom. En RDA, la VEB est responsable de l'approvisionnement en carburant et en lubrifiants. L'entreprise est basée au Minolhaus sur l'Alexanderplatz à Berlin jusqu'à sa démolition en 1968.
Tous les produits de la VEB sont commercialisés sous la marque Minol. Dans d'autres pays, cette marque n'est pas utilisée. Les couleurs de la marque sont alors des lettres rouges sur fond jaune. La mascotte, Minol-Pirol, est très connue en RDA, et le slogan publicitaire est : « Minol-Pirol est toujours prêt à vous servir ». À la fin de la RDA en 1989, il y a environ 1 250 stations-service Minol. Ce nombre comprend également les petites stations et les stations d'exploitation.
En juin 1990, la VEB Minol, sous la direction du président du conseil d'administration de Minol Mineralölhandel Aktiengesellschaft, nouvellement fondée le 8 juin 1990, Wolfgang Burkhardt, commande la création d'un design de marque moderne. L'objectif est d'établir Minol comme sa propre marque dans l'Allemagne unifiée et de remplacer les anciennes couleurs rouge et jaune, car elles sont utilisées au niveau international par le concurrent Royal Dutch Shell. Le nouveau design Minol est créé par Hartmut Ciesla-Andresen et Michael Pfister.
Minol Mineralölhandel AG exploitait trois sociétés pour la vente de carburant :
- Minol Nordtank GmbH, siège à Rostock
- Minol Zentraltank GmbH, siège à Potsdam
- Minol Südtank GmbH, siège à Chemnitz

Dans le cadre de la privatisation de l'économie de la RDA, MINOL Mineralölhandel AG est vendue le 18 janvier 1993 avec la raffinerie de Leunawerke à la compagnie pétrolière française Elf Aquitaine (98%) et Thyssen Handels Union AG (2%). L'affaire Leuna éclipse cette opération. Thyssen vend ses actions en avril 1994. Elf Aquitaine arrête la marque Minol deux ans après avoir repris l'entreprise. Les droits de marque appartiennent à la compagnie pétrolière française Total, société qui succède à Elf Aquitaine, depuis 2000. Afin de ne pas perdre la marque, Total rouvre trois stations-service Minol à Berlin, Chemnitz et Leipzig en 2003 et 2004 dans un design violet. Cependant, pour des raisons économiques, les stations de Berlin et de Chemnitz sont bientôt fermées. De 2004 à 2013, Minol n'exploite que la station-service de Leipzig-Lindenau. En 2013, deux autres stations-service sont ouvertes à Zeitz (mai 2013) et Heidenau (juin 2013). En janvier 2014, une autre station-service suit à Wesenberg. La station-service Minol à Leipzig-Lindenau est fermée à la mi-novembre 2021.

## Production
Les carburants sont principalement produits dans la VEB Leuna-Werke Walter Ulbricht. D'un point de vue technique, la gamme de combustibles en RDA est basée sur le TGL 6428. Jusqu'en 1945, le combustible à base de lignite est vendu. Après la Seconde Guerre mondiale, on passe au goudron fumant, peu de temps après, il est de plus en plus nécessaire de passer au pétrole. Les carburants de l'époque ont un faible indice d'octane, ne sont pas anti-détonants et causent des problèmes avec les bougies d'allumage. À partir de 1960, apparaît sur le marché du carburant à indice d'octane 78, celui-ci est alors proposé en tant que VK "extra", le VK "normal" à indice d'octane 72 est toujours proposé. En Allemagne de l'Ouest, des carburants à indice d'octane 82 ("Regular") et 88 octane ("Premium") sont déjà disponibles à l'époque. Les voitures importées avec une compression plus élevée, comme la Skoda Felicia, sont vendues en RDA dans une version bridée, parce que la qualité du carburant n'est pas assez bonne. Au cours des années suivantes, la qualité du carburant s'est progressivement améliorée.

## Source de la traduction
- (de) Cet article est partiellement ou en totalité issu de l’article de Wikipédia en allemand intitulé « Minol » (voir la liste des auteurs).